# Una nuova amica
Una nuova amica (Une nouvelle amie) è un film del 2014 diretto da François Ozon.
La pellicola ha per protagonisti Romain Duris, Anaïs Demoustier, Raphaël Personnaz e Isild Le Besco.

## Trama
Claire è la migliore amica di Laura sin dall'infanzia. Hanno trascorso insieme le scuole elementari, fatto un patto di sangue e inciso un cuore con i loro nomi in un albero del bosco della città. Un giorno Claire sposa Gilles, mentre Laura sposa David, uomo dal quale avrà una figlia, Lucie, che tuttavia non avrà modo di veder crescere, data la morte prematura per via di una malattia. Il giorno del funerale della migliore amica, Claire, distrutta, promette di vegliare sul marito David e sulla figlia Lucie. Un giorno però Claire fa una scoperta scioccante: David, tra le mura di casa, si veste come una donna, vive come una donna e pensa come una donna. Quest'ultimo, date le circostanze, dovrà rivelarle il segreto e a Claire toccherà il silenzio.

## Distribuzione
Il primo teaser trailer viene diffuso su YouTube alla fine del 2014, mentre il film è uscito nelle sale cinematografiche giovedì 19 marzo 2015. La pellicola è disponibile anche in DVD, distribuita dalla casa di produzione Officine UBU.

## Critica
La pellicola di François Ozon ha ricevuto 3,07 su 16 recensioni di critica positiva.

## Riconoscimenti
- 2015 - Premio César
  - Nomination Migliore attore protagonista a Romain Duris
  - Nomination Migliori costumi a Pascaline Chavanne
- 2015 - Premio Lumière
  - Nomination Migliore attore protagonista a Romain Duris